# كاسب محلة (بايين خيابان ليتكوة)
کاسب محلة (بالفارسية: کاسب‌محله) هي قرية تقع في إيران في قسم بایین خیابان لیتکوة الريفي. يقدر عدد سكانها بـ 335 نسمة بحسب إحصاء 2016.